# Puls (Roman)
Puls (engl. Cell) ist der Titel eines apokalyptischen Horror-Romans von Stephen King aus dem Jahre 2006, der im Scribner-Verlag erschienen ist. Die Übersetzung ins Deutsche von Wulf Bergner veröffentlichte der Heyne Verlag kurze Zeit später.

## Inhalt
Durch ein mysteriöses Signal, das plötzlich über das Mobilfunknetz verbreitet wird, werden alle Menschen, die mit einem Handy telefonieren, ihres Verstandes und ihrer Menschlichkeit beraubt. Die so veränderten Menschen beginnen sofort damit, gnadenlos und extrem gewaltsam andere Menschen umzubringen.  Die Welt versinkt in einem Chaos aus zerfetzten Leichen, zerstörten Fahrzeugen und explodierten Tankanlagen.
Drei Überlebende der Katastrophe, zwei Männer und ein junges Mädchen, retten sich aus Boston und schlagen sich nach Norden durch. Unterwegs können sie das Verhalten der Phoners, wie die Handyverrückten genannt werden, beobachten: Waren diese zunächst wahnsinnig und gingen aufeinander los, organisieren sie sich in den nächsten Tagen in so genannten Schwärmen. Sie scheinen immer noch ohne individuelles Bewusstsein zu sein, bilden jedoch eine Art kollektives Bewusstsein, wie man es von Bienenschwärmen her kennt: Sie ziehen im Gleichschritt durch die Straßen, plündern Supermärkte, um sich Nahrung zu verschaffen. Nachts versammelt sich der Schwarm zum Schlafen, in riesigen Ansammlungen auf Sportplätzen, wobei sie von Musik berieselt werden. Die Phoners bilden mit der Zeit telepathische Fähigkeiten aus, womit sie die Musik an ihren Schlafplätzen steuern, und den normalen Menschen Träume schicken und deren Handeln beeinflussen können.
Der Gruppe, inzwischen verstärkt durch einen Schulleiter und einen seiner Schüler, gelingt es, einen schlafenden Schwarm im Sportstadion einer Privatschule mit zwei Propangaslastern in die Luft zu jagen. Das kollektive Bewusstsein der Phoner fokussiert sich in einem Anführer, einem Schwarzen in einem Harvard-Sweatshirt. Er erklärt sie und eine weitere Gruppe, die einen Schwarm getötet hat, zu „Unberührbaren“, was die Normalgebliebenen sowie die Phoners davon abhält sie in irgendeiner Form anzugreifen.
Die Phoner benutzen ihre telepathischen Fähigkeiten, um die überlebenden Normalen in eine Region zu treiben, und gaukeln ihnen vor, dass sie in diesem Gebiet frei leben könnten. In Wahrheit werden die Leute, die in diese Region kommen, durch ein Empfangsportal geschleust, wo ihnen mit telepathischem Nachdruck angeboten wird, noch ein letztes Mal einen Anruf tätigen zu dürfen, sodass sie ebenfalls den Puls empfangen und ebenfalls zu Phonern werden.
Die Gruppe trifft inzwischen die anderen Schwarmkiller und macht sich telepathisch gezwungen ebenfalls zu dieser Region auf.
Die Gruppe wird – ohne den obligatorischen Handyanruf – hineingezwungen. Auf einem Messegelände sammeln sich die eingetroffenen Phoners, um am nächsten Tag dem Femegericht beizuwohnen. Als sie in der Nacht wieder in ihrem kollektiven Schlaf liegen, kann die Gruppe der Unberührbaren einen Bus mit Sprengstoff in ihre Mitte bringen, den sie durch ein Handy zünden.
In einer Explosion wird fast der ganze Schwarm getötet. Das kollektive Bewusstsein wird dadurch ausgelöscht und mit ihm die telepathische Macht der Phoner.
Die Gruppe verlässt, unbehelligt durch einzelne desorientiert herumtaumelnde Phoners, den Platz und hofft auf eine neue Zukunft.

## Charaktere
Clay Ridell ist ein junger Mann, der seit einem halben Jahr von seiner Frau Sharon getrennt lebt. Er wohnt eigentlich in derselben Stadt in Maine wie sie, wo sie gemeinsam einen zwölfjährigen Sohn namens Johnny aufziehen.
Zu Beginn der Katastrophe war er gerade in Boston, wo er zwei Comics verkaufen konnte. Er hat sich gerade zur Belohnung ein Eis im Stadtpark gekauft, als das Handy der Frau vor ihm begonnen hat, zu klingeln.
Tom McCourt ist ebenfalls im Stadtpark von Boston. Dort treffen er und Clay wenige Minuten nach Beginn der Katastrophe zusammen. Nachdem sie mehrere Phoner gemeinsam abwehren konnten, beschließen sie zum Haus von Tom zu gehen, das nicht weit weg ist. Tom besitzt eine Katze namens Rafe, die tags zuvor sein Handy kaputt gemacht hatte. Schweren Herzens lässt er sie jedoch alleine, um zusammen mit Clay auf die Suche nach seiner Familie zu gehen.
Alice Maxwell ist ein fünfzehnjähriges Mädchen, welches den beiden Männern auf ihrer Flucht durch Boston begegnet. Ist sie zuerst ängstlich und verstört und flieht sogar vor den beiden, schließt sie sich später den beiden an. Sie selbst saß gerade mit ihrer Mutter in einem Taxi, als diese ihren Mann anrief, wodurch sie zum Phoner wurde und den Taxifahrer ermordete. Alice konnte sich ihrer Mutter dank ihrer Karatekünste erwehren. War sie zu Beginn des Romans noch die Beschützte, so mausert sie sich in einigen Situationen zur Anführerin. Trotzdem ist sie teilweise sehr labil. Sie hat einen Turnschuh von einem Baby immer dabei, der als ihr Glücksbringer fungiert.
Jordan ist ein zwölfjähriger Junge, der mit einem Stipendium an einer Privatschule für Jungen angemeldet war. Da seine Familie sehr arm ist, hat er kein Handy. In New Hampshire schließt er sich der Dreiergruppe an. Nun ist er der jüngste der Gruppe, sodass Alice den Part der älteren Schwester einnimmt und sich oft um den Jungen kümmert. Als Tom, Clay und Alice weiterziehen wollen, weigert Jordan sich, da er den Direktor nicht alleine lassen will.
Ardai ist ein alter Englischprofessor und Rektor der Schule von Jordan. Als der Puls übertragen wurde, war er in seinem Haus. Der alte Mann benötigt eine Gehhilfe um sich fortbewegen zu können. Er hat Jordan in seine Obhut genommen und zusammen haben sie das Verhalten der Handy-Verrückten beobachtet und daraus Schlüsse gezogen. Die beiden haben eine Art Symbiose, in der sie sich gegenseitig helfen.
Später will er Selbstmord begehen, da ihm bewusst ist, dass er mit der Gruppe aufgrund seiner Behinderung nicht weiterziehen kann. Allerdings können die Handy-Verrückten ihn zuvor telepathisch ermorden. Jordan, der bei ihm bleiben wollte, bekommt so die Möglichkeit mit den anderen mitzugehen.

## Verknüpfungen mit anderen Werken
- Die Phoners erinnern an Zombies, wie King sie bereits in anderen Werken behandelte: in Hausentbindung (Sammlung Albträume), in Friedhof der Kuscheltiere und bedingt auch in Stark – The Dark Half (bedingt, weil Stark nie wirklich lebte …). King verweist auch mehrmals auf George A. Romero und seine Zombie-Filme, etwa Dawn of the Dead.
- Claytons Comic um den dunklen Wanderer erinnert stark an Roland Deschain aus Der Dunkle Turm. Die Initialen des Helden Ray Damon decken sich mit denen Rolands, der Bösewicht Flak ruft sofort Randall Flagg in Erinnerung, den Schurken aus Die Augen des Drachen und The Stand, sowie ebenfalls Der Dunkle Turm. Clays Frau Sharon nennt Ray Damon auch den „Space Cowboy“.
- Die Protagonisten treffen auf einem Rummelplatz auf ein Gefährt namens „Charlie Tschuff-Tschuff“ aus Drei.
- Die Gegend um die TR-90 war bereits von zentraler Bedeutung in Duddits und Sara.
- Tom McCourt hat sein Haus nahe der Salem’s Street – eine Anspielung auf Brennen muss Salem.
- Der Anführer der Phoner trägt ein Harvard-Sweatshirt: Die Farbe Rot (Farbe des Harvard-Wappens) ist die Farbe des "scharlachroten Königs" aus dem Dunklen Turm.

## Verfilmung
Am 8. März 2006 gab Stephen King bekannt, dass Puls unter seinem Originaltitel Cell filmisch umgesetzt werde. Als Regisseur und Drehbuchautor konnte Eli Roth verpflichtet werden, der jedoch zuvor die Fortsetzung von Hostel realisieren wollte. Später wurde bekannt, dass Roth die Filmrechte wieder abgegeben hat, da er zwar King und seine Bücher mag, sich aber lieber eigenen Ideen zuwenden wollte. Seit Juli 2009 gibt es Informationen dazu, dass Puls als vierstündige Miniserie filmisch umgesetzt werden soll.
Inzwischen ist aus der Miniserie doch ein Film geworden, der 2016 veröffentlicht wurde. Der Film entstand unter der Regie von Tod Williams mit John Cusack (Riddell) und Samuel L. Jackson (McCourt) in den Hauptrollen. Bei der Produktion wirkten knapp 3200 Statisten mit.